# Videóinstalláció
A videóinstalláció a képzőművészet egy műfaja. Az 1960-as, 70-es, 80-as évek installációit erőteljes anyaghasználat jellemezte. A 90-es évekre alapvetően a videónak és a vetített képnek lett nagyobb szerepe, melynek következtében az installációk egyre könnyedebb jellegre tettek szert.
Ez a fajta hozzáállás a giccs és az avantgárd művészet határvonalait mossa, új érzékelést teremtve. Bármit mélységesen át lehet élni, legyen az akármekkora giccs is.
Az 1920-as években Moholy-Nagy László értékelte és értelmezte, hogy a fotográfia nem pusztán a valóság leképzése, hanem valamely valóság melletti párhuzamos világ.
Az első mozgalom, mely a videót és különféle médiát használni kezdte, a Fluxus volt. A művészek a média álomvilágát sajátítják ki. A 90-es években erősödik ez a tendencia.

## Művészek

### Nam June Paik
Az első jelentős videóművész. Videóinstallációiban a közönség teremtheti meg saját üzenetét.
Ritka lehetőség: Minden néző saját magnóval rendelkezik, és lejátszhat különböző számokat.
A későbbi műveiben a nézők közvetlenebb módon manipulálhatják az alkotásokat.
- Cselló: A csellóba tett rádió adását a csellóval kiadott hang torzította el.

### Wolf Vostell
Festményeibe és akcióiba foglalt tévéket. Fontos szerepet játszik nála a médium kérdése.
Sírás: (1990) 90 előadó számára összeállított zeneinstalláció. 200 db használati eszközt rakott fel egy színpadra, amiket az előadóknak kellett megszólaltatniuk.

### Fabrizio Plessi
Bronx: (1989) A nézőket elzárta az alkotástól. Rozsdás fémlapokba szerelt tévéket alkalmazott. A tévé képernyőjén hullámzó víz jelent meg, melyekbe lapát volt beleszúrva. A tévék megidéznek kis síremlékeket is. A bezártság, veszély és halál érzetét árasztják magukból.

### Christian Barclay
A videóinstallációnak egy játékosabb képviselője.
Milyen szabályok vonatkoznak egy installáció közönségére?: (1989) A közönség bevonásán ironizál a munka. A hang és a mozgás egymásba alakulását teszi láthatóvá. A padlót üres hanglemezekkel borítja, a lemezre csend volt felvéve, és a nézők lábai írták meg a lemezt, amiket „Lépések” néven külön el is adtak. A zaj kérdését egy új megvilágításban dolgozták fel ismét. Foglalkozik a padlóra fektetett mű problematikájával.

### Bill Viola
Viola a transzcendensebb videóinstalláció képviselője.
Szoba Keresztes Szent Jánosnak: A spanyol misztikus költő-szentnek állít szobát. A háttérbe egy aszketikus tájat vetít ki. Az előtérben vitrin és cella keverékében egy korsó pohár és pici televízió van installálva. Profán és szakrális is egyben.

### Francesco Torres
Torres tágabb értelemben használja a média fogalmát.
Drómosz, Indiana: (1989) Az indianai háború Ismeretlen katona emlékművében helyezte el installációját. A csillag formára tévéket rakott le. Ezeken a tévéken a machoizmusról, háborúról és hazaszeretetről szóló filmek mentek. A tévé-csillagra egy Ferrarit helyezett és egy római lófej gipszmásolatát.

### Antoni Muntadas
Ülésterem: (1987) Installációját az öbölháború ideje alatt készítette el. Egy tárgyalóasztal körül 13 szék látható, mögötte 13 vallási vezető képe, melyeknek szájában egy-egy monitor, amin szintén az adott vezető látható. Ez a gesztus utal a vezetők nárcisztikus hajlamára.

## Külső hivatkozások
- Webvideo.lap.hu – linkgyűjtemény